# Вайсингер, Морт
Морт Вайсингер (англ. Mortimer Weisinger, 25 апреля 1915  – 7 мая 1978) — американский редактор журналов и комиксов, наиболее известен работой над серией комиксов Супермен в период с середины 1950-х по 1960-е, в Серебряный век комиксов. Он также помогал создать таких персонажей, как Аквамен, Зелёная стрела и Джонни Квик, работал сюжетным редактором для мультсериала Adventures of Superman и составил часто пересматриваемое издание 1001 Valuable Things You Can Get Free.

## Биография

### Ранняя жизнь и НФ фэндом
Вайсингер родился в Вашингтон-Хайтс, районе Нью-Йорка, и вырос в Бронксе, будучи сыном бизнесмена-еврея в торговле одеждой. В 13 лет он познакомился с научной фантастикой, прочитав одолженную копию «Amazing Stories». К 1930 году Вайсингер был активным участником ранних НФ фан-клубов и фэнзинов, включая The Planet. В 1931 году Вайсингер присутствовал на встрече пионеров НФ фан-клуба The Scienceers, в котором принимал участие юный Джулиус Шварц, который отзывался о встрече, что они стали «очень дружественны... [и] нашли много общего друг у друга». Годом позже Вайсингер, Шварц и Аллен Глассер присоединились к земляку и будущему редактору Форресту Акерману в основании The Time Traveller, который они стилизовали, как «Научно-фантастический журнал только для фанатов». Утверждение было не больше, чем юной бравадой, согласно историку НФ Сэму Московицу, который описал журнал, как первый, полностью посвященный научной фантастике. Опираясь на информацию, полученную из писем, которые они писали в НФ магазины и авторам дня, молодые фанаты публиковали интервью, короткие обрывки рассказов, полученные от НФ писателей, в процессе все более и более ознакомляясь с важными персонами и ситуациями жанра того времени. Первый выпуск содержал «биографию на страницу Эдварда 'Дока' Смита [и] немного о новостях.»

### Ранняя карьера
После средней школы Вайсингер поступил в Нью-Йоркский университет, где он работал в качестве редактора газеты колледжа и журнала, но покинул его до окончания. Вместе с Шварцем он пошёл к редактору Amazing Stories (Коннору Слоану) и «продал свою первую историю»: «The Price of Peace». В конце 1934 года Вайсингер предположил, что он и Шварц «должны пойти в бизнес агентов», отметив (согласно Шварцу), что дуэт должен…
узнать многих писателей и художников и так далее... [Морт объясняет] «Когда писатель пишет историю он оставляет город и пишет письмо Amazing Stories. Если письмо отклонено, оно должно пройти весь путь обратно в Калифорнию. Поэтому он отправляет своё в Wonder Stories. Затем оно ходит туда-сюда, поскольку они отправили его вслепую. Они не знают, чего хочет редактор. Теперь мы говорим с редакторами, и он может узнать, хотят ли они межпланетную историю из шести тысяч слов или что-то другое. Затем мы можем передать эту информацию писателям. И конечно, мы можем стать их агентами и взять с них обычную плату в 10%.» 
Шварц согласился, и они сформировали Сервис Солнечных Продаж («Мы всегда верили в аллитерации», отметил Шварц), первое агентство, специализирующееся на таких жанрах, как научная фантастика, ужасы и фэнтези. Эдмонд Гамильтон стал первым клиентом агентства, и вскоре Отто Байндер за ним последовал. Солнечные Продажи в конечном счете представляли многих известных писателей НФ и фэнтэзи, включая Рэя Брэдбери, Г. Ф. Лавкрафта, Джона Фирна, Альфреда Бестера и Стэнли Вайнбаума. Однако в то время, как Шварц продолжил дело агентства в начале 1940-х, Вайсингер двинулся дальше; он взял работу в сети Standard Magazine издательства разряда pulp-журналов. Standard приобрело разорившийся журнал Wonder Stories Хьюго Гернсбека и добавило его к серии издательств «Thrilling» (Thrilling Detective Stories, Thrilling Western Stories и других). Вайсингер стал одним из редакторов Thrilling Wonder Stories, и покупал истории Гамильтона и других писателей от своего бывшего партнёра Шварца. Вайсингер вскоре стал редактировать другие журналы Standard, включая Startling Stories и Capitan Future, и «был во главе не менее, чем 40 названий» к 1940 году.

## National Periodical Publications (DC Comics)
В марте 1941 года Вайсингер перешёл из Standard Magazines в National Periodicals (позднее DC Comics) в основном, как редактор серий Супермен и Бэтмен. Одной из первых его работ стало задание «придумать нескольких новых персонажей» - результаты появились в More Fun Comics #73 и приняли форму Аквамена, Зелёной стрелы и Джонни Квика. Карьера Вайсингера вскоре была прервана его службой в армии во время Второй мировой войны, в течение которой он служил сержантом в спецчастях. Будучи расположенным в Йеле (и деля комнату с Бродериком Кроуфордом и Уильямом Холденом), он писал сценарии для радиошоу названного «Я поддерживаю крылья» в Нью-Йорке.
Он встретил и женился (27 сентября 1943 года) на Телме Радник. У них позже родятся дети: дочь, Джойс и сын, Хендри.

## Поздняя жизнь
Вайсингер прожил большую часть своей жизни в Грейт-Неке, штате Нью-Йорк, и оставался там до самой смерти. Он оставил после себя жену и детей. В 1985 году он был посмертно одним из лауреатов в публикации Fifty Who Made DC Great в честь 50-летия компании DC Comics.